# Delias prouti
Delias prouti är en fjärilsart som beskrevs av James John Joicey och Talbot 1923. Delias prouti ingår i släktet Delias och familjen vitfjärilar. Inga underarter finns listade i Catalogue of Life.